# Borphosphat
Borphosphat ist eine anorganische chemische Verbindung des Bors aus der Gruppe der Phosphate.

## Gewinnung und Darstellung
Borphosphat kann durch Reaktion von Borsäure mit Phosphorsäure in einem Platintiegel gewonnen werden.
{\displaystyle \mathrm {H_{3}BO_{3}+H_{3}PO_{4}\longrightarrow BPO_{4}+3\ H_{2}O} }

## Eigenschaften
Borphosphat ist ein weißer Feststoff, der in Wasser schwer löslich ist. Er ist unlöslich in verdünnten Säuren und löslich in Ätzalkalien. Er kristallisiert tetragonal (a = 43,32 pm, c = 66,40 pm).